# Афонсу IV (маніконго)
Афонсу IV (порт. Afonso IV) або Мвемба-а-Німі (кон. Mvemba a Nimi) — тридцять перший маніконго центральноафриканського королівства Конго.
Перші згадки про Афонсу належать до кінця 1669 року, коли він був маркізом Нкондо. Володів тим регіоном до середини 1673 року. Після того був зведений на трон Конго, втім його правління виявилось нетривалим — менше, ніж за рік на престолі його замінив Даніель I.